# 미노타우르 V
미노타우르 5호는 미노타우르 로켓 중 최신 버전이다.

## 역사
고체연료를 사용하는 LGM-118 피스키퍼 핵미사일을 상업용으로 개조한 미노타우르 4호를 오비털 사이언스사가 다시 업그레이드 한 것이다.
무게 89.3톤으로서, 액체연료를 사용하는 북한의 90톤 은하 3호와 무게가 거의 같다.
정지 천이 궤도(GTO)에 532 kg의 인공위성을 올릴 수 있다. 지구 저궤도 무게는 명확하지 않은데, 86톤 미노타우르 4호가 1735 kg 인공위성을 지구 저궤도에 올렸다는 것을 참고하면, 89톤 미노타우르 5호는 약간 더 성능이 개선되었을 것이다.
미노타우르 6호의 개념설계가 완료되었다.

## 엡실론
일본의 엡실론 (로켓)과 비슷하다. 상세제원이 거의 똑같다.
- LGM-118 피스키퍼, 무게 88톤, 길이 21 m, 직경 2.3 m, 3단 고체연료
- 미노타우르 5호, 무게 89톤, 길이 24 m, 직경 2.6 m, 4단 고체연료
- 엡실론, 무게 91톤, 길이 24 m, 직경 2.6 m, 4단 고체연료

## 발사기록
2013년 9월 7일 89.3톤 무게의 미노타우르 5호는 무게 383 kg의 LADEE 달탐사위성을 지구 고타원 궤도로 발사했다. 2013년 10월 6일 달궤도에 진입했다. 2014년 4월 18일 임무를 종료하고 달 표면에 추락해 파괴되었다.